# سردابه جاجرم
سردابه جاجرم مربوط به سده‌های اولیه دوران‌های تاریخی پس از اسلام است و در شهرستان جاجرم، بخش مرکزی، شهر جاجرم واقع شده و این اثر در تاریخ ۲۸ اسفند ۱۳۸۵ با شمارهٔ ثبت ۱۸۷۴۲ به‌عنوان یکی از آثار ملی ایران به ثبت رسیده است.